# Wolfert (Hellenthal)
Wolfert ist ein Ortsteil der Gemeinde Hellenthal im Kreis Euskirchen, Nordrhein-Westfalen.
Der Ort war früher in Oberwolfert und Unterwolfert geteilt.

## Lage
Der Ortsteil liegt im Nationalpark Eifel südöstlich von Hellenthal und südlich von Reifferscheid. Am nördlichen Ortsrand verläuft die Landesstraße 17. Am westlichen Ortsrand fließt der Wolferter Bach, am östlichen der Tiefenbach.

## Geschichte
Im Ort steht die Pfarrkirche St. Ägidius. Am 3. Dezember 1995 wurde Wolfert eine eigene Kirchengemeinde. 1976 wurde ein Feuerwehrhaus gebaut und 1977 der erste Kindergarten eröffnet. 1987 kam die Friedhofskapelle dazu, und am 15. August 1988 konnte der zweite Kindergarten eröffnet werden.

Wolfert
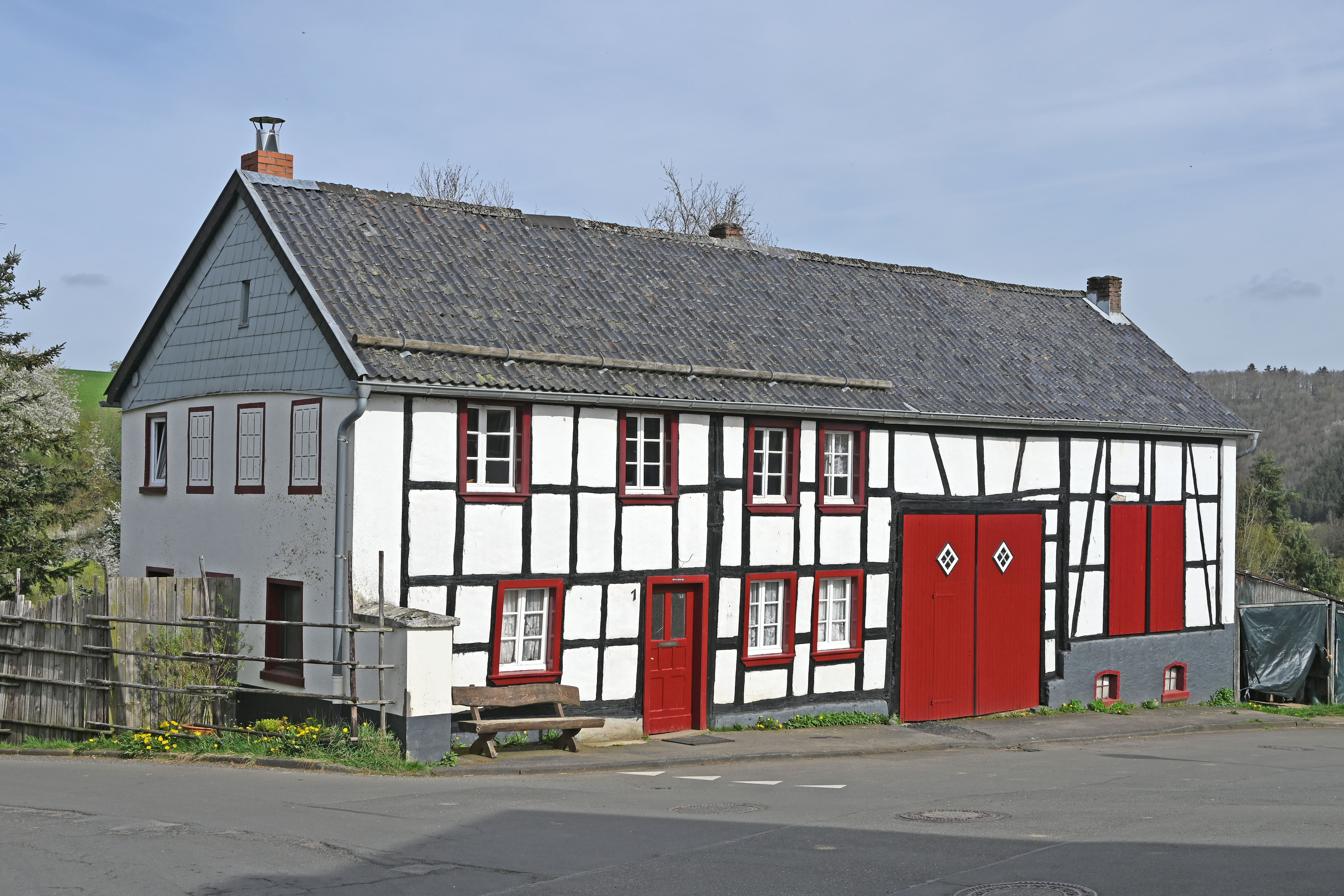
Fachwerkhaus
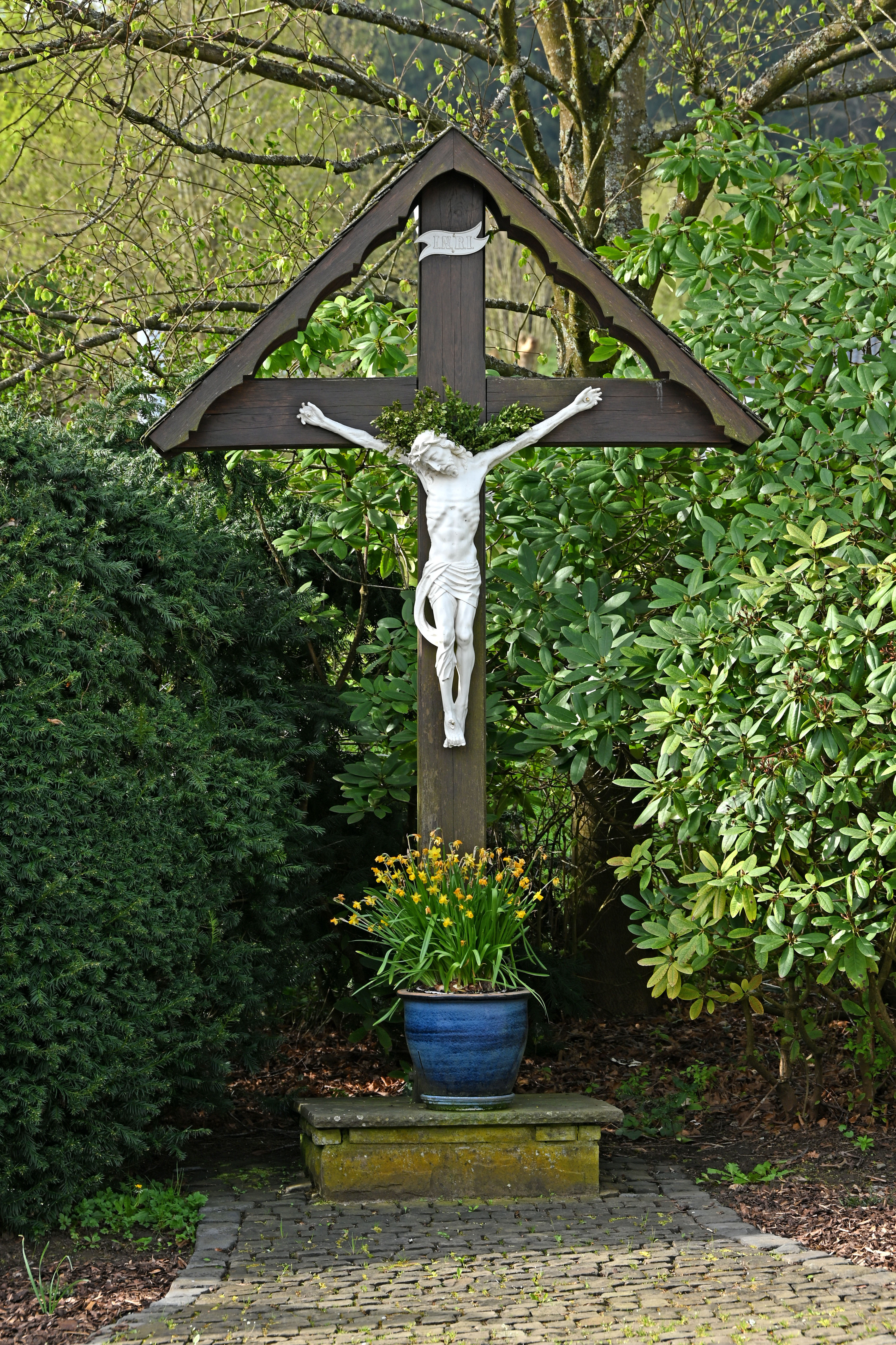
Wegekreuz
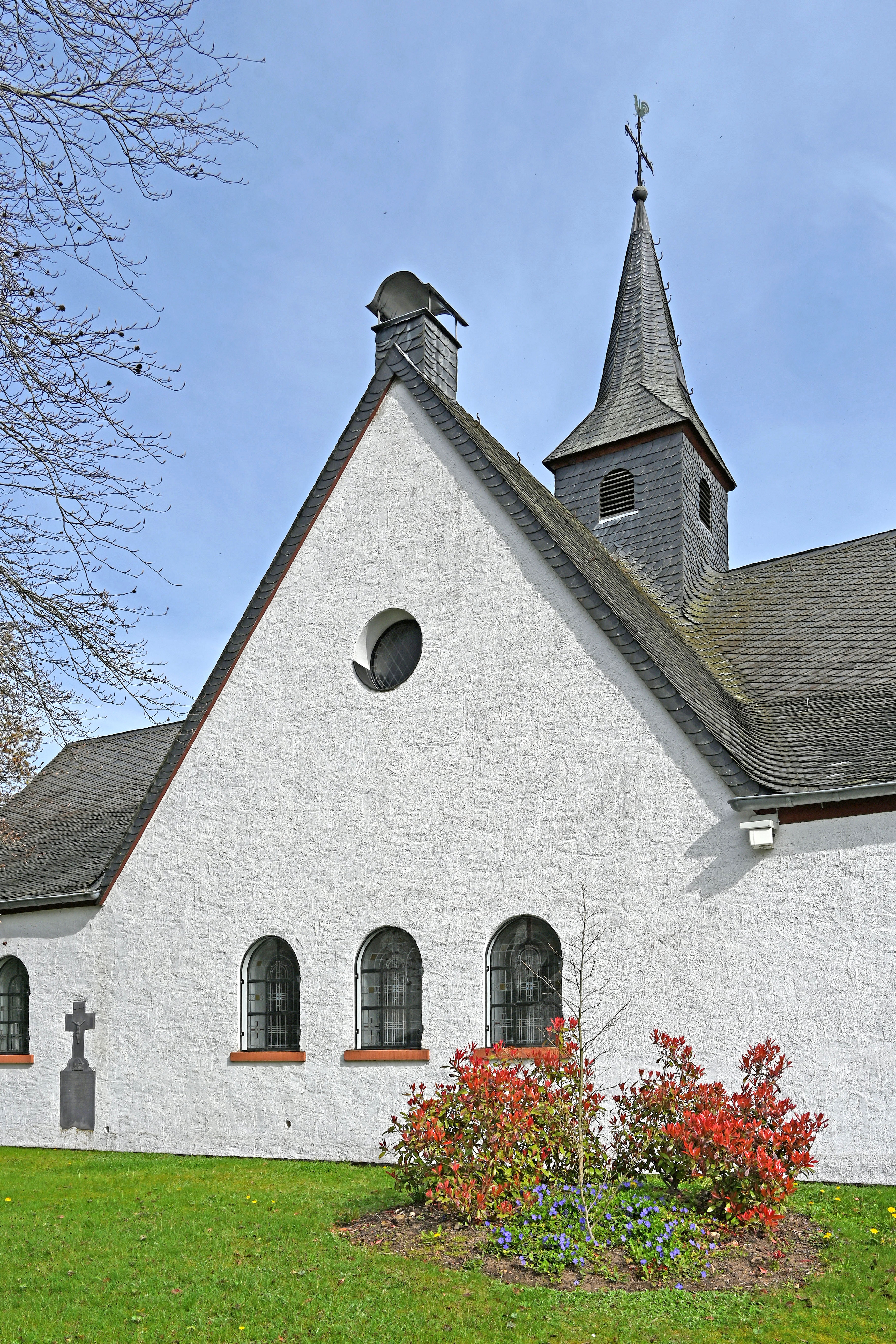
St. Ägidius
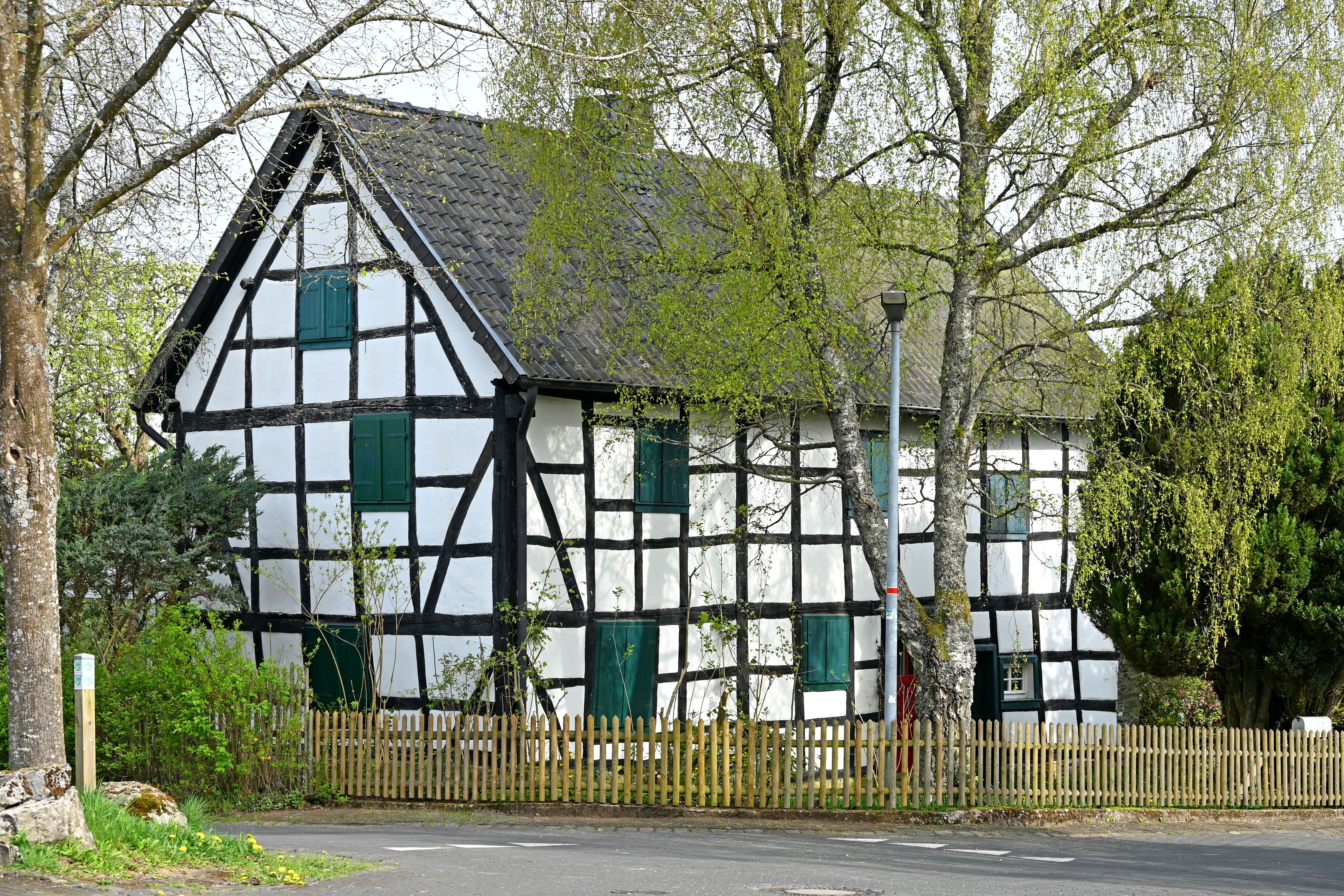
Fachwerkhaus

## Verkehr
Die VRS-Buslinie 838 der RVK verbindet den Ort, überwiegend als TaxiBusPlus nach Bedarf, mit seinen Nachbarorten und mit Hellenthal.
| Linie | Verlauf |
| ----- | --- |
| 838   | MiKE (außer im Schülerverkehr): Hellenthal Busbf – Blumenthal – Dommersbach – Kammerwald – Reifferscheid – (Hönningen/Büschem – Dickerscheid – Oberreifferscheid – Hahnenberg –) Wiesen Abzw – (Haus Eichen – Wahld – Hescheld –) Sieberath – Kradenhövel – Unterwolfert – (Unterdalmerscheid – Oberdalmerscheid –) Oberwolfert – Wittscheid – Zehnstelle – Grube Wohlfahrt – Rescheid – Giescheid – Rescheid – Schwalenbach – Kamberg – Schwalenbach – Schnorrenberg (– Neuhaus) |

## Persönlichkeiten
- Mauritius Ribbele, Fürstabt des Klosters St. Blasien